# Raketa Peninsula
Die Raketa Peninsula (englisch; russisch Полуостров Ракета Poluostrow Raketa, deutsch ‚Rakete-Halbinsel‘) ist eine 4,5 km lange und 1,5 km breite Halbinsel an der Knox-Küste des ostantarktischen Wilkeslands. Sie liegt 13 km nordöstlich der zum Highjump-Archipel gehörenden Thomas-Insel sowie 8 km westlich des Remenchus-Gletschers nördlich der Bunger Hills. Sie ist überwiegend eben abgesehen einer großen Zahl kleiner, bis zu 20 m hoher Hügel. Ihr höchster Punkt liegt bei 65 m.
Wissenschaftler einer sowjetischen Antarktisexpedition kartierten und benannten sie 1956. Das Antarctic Names Committee of Australia übertrug die Benennung in einer Teilübersetzung ins Englische.